# Annepont
Annepont est une commune du Sud-Ouest de la France située dans le département de la Charente-Maritime (région Nouvelle-Aquitaine).

## Géographie
Située à 14 mètres d'altitude le long de la Charente, en aval et au nord-ouest de Saintes.

### Communes limitrophes
|             | Saint-Hilaire-de-Villefranche |       |
| Taillebourg | Annepont                      | Juicq |
|             |                               |       |

### Hydrographie
- La Charente ;
- Ruisseau de la Blanchardière ;
- La Rutelière.

## Urbanisme

### Typologie
Au 1er janvier 2024, Annepont est catégorisée commune rurale à habitat dispersé, selon la nouvelle grille communale de densité à 7 niveaux définie par l'Insee en 2022.
Elle est située hors unité urbaine. Par ailleurs la commune fait partie de l'aire d'attraction de Saintes, dont elle est une commune de la couronne,. Cette aire, qui regroupe 62 communes, est catégorisée dans les aires de 50 000 à moins de 200 000 habitants,.

### Occupation des sols
L'occupation des sols de la commune, telle qu'elle ressort de la base de données européenne d’occupation biophysique des sols Corine Land Cover (CLC), est marquée par l'importance des territoires agricoles (75,2 % en 2018), une proportion sensiblement équivalente à celle de 1990 (74,6 %). La répartition détaillée en 2018 est la suivante : 
terres arables (27,7 %), zones agricoles hétérogènes (23,8 %), forêts (21,4 %), prairies (20,7 %), zones urbanisées (3,5 %), cultures permanentes (2,9 %). L'évolution de l’occupation des sols de la commune et de ses infrastructures peut être observée sur les différentes représentations cartographiques du territoire : la carte de Cassini (XVIIIe siècle), la carte d'état-major (1820-1866) et les cartes ou photos aériennes de l'IGN pour la période actuelle (1950 à aujourd'hui).

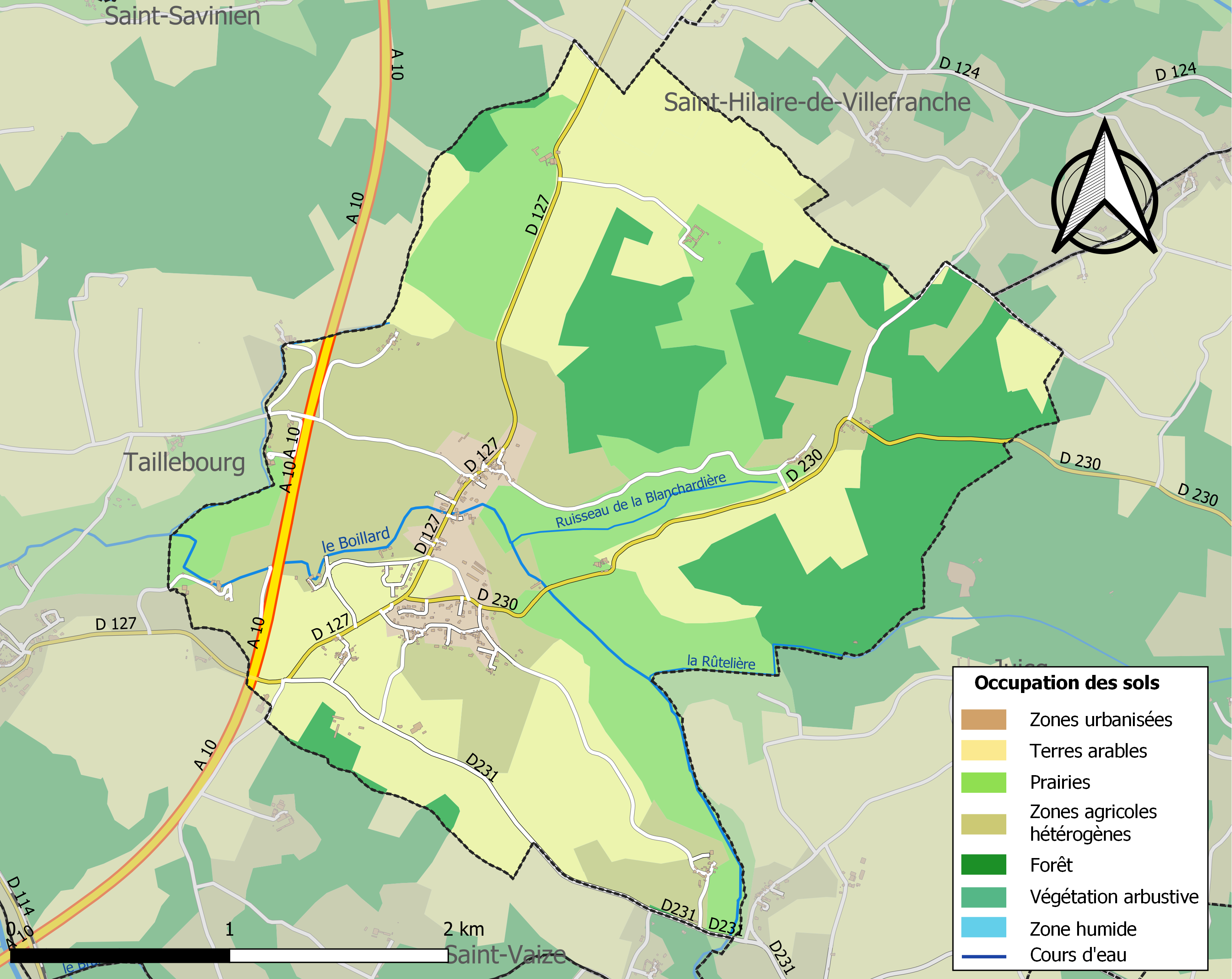
Carte des infrastructures et de l'occupation des sols de la commune en 2018 (CLC).

### Voies de communication et transports

#### Gares et haltes ferroviaires
- Taillebourg (halte) 2,7 km
- Saint-Savinien (halte) 6 km
- Saint-Hilaire-de-Villefranche, Brizambourg (halte) 6,3 km
- Saintes 10,6 km
- Saint-Jean-d'Angély 13,6 km

#### Aéroport et aérodrome
- Rochefort - Saint-Agnant 28,9 km
- Cognac 31 km
- Aérodrome de Royan - Médis 36,6 km

### Risques majeurs
Le territoire de la commune d'Annepont est vulnérable à différents aléas naturels : météorologiques (tempête, orage, neige, grand froid, canicule ou sécheresse), inondations, mouvements de terrains et séisme (sismicité modérée). Il est également exposé à un risque technologique,  le transport de matières dangereuses. Un site publié par le BRGM permet d'évaluer simplement et rapidement les risques d'un bien localisé soit par son adresse soit par le numéro de sa parcelle.

#### Risques naturels
Certaines parties du territoire communal sont susceptibles d’être affectées par le risque d’inondation par débordement de cours d'eau. La commune a été reconnue en état de catastrophe naturelle au titre des dommages causés par les inondations et coulées de boue survenues en 1982, 1999 et 2010,.

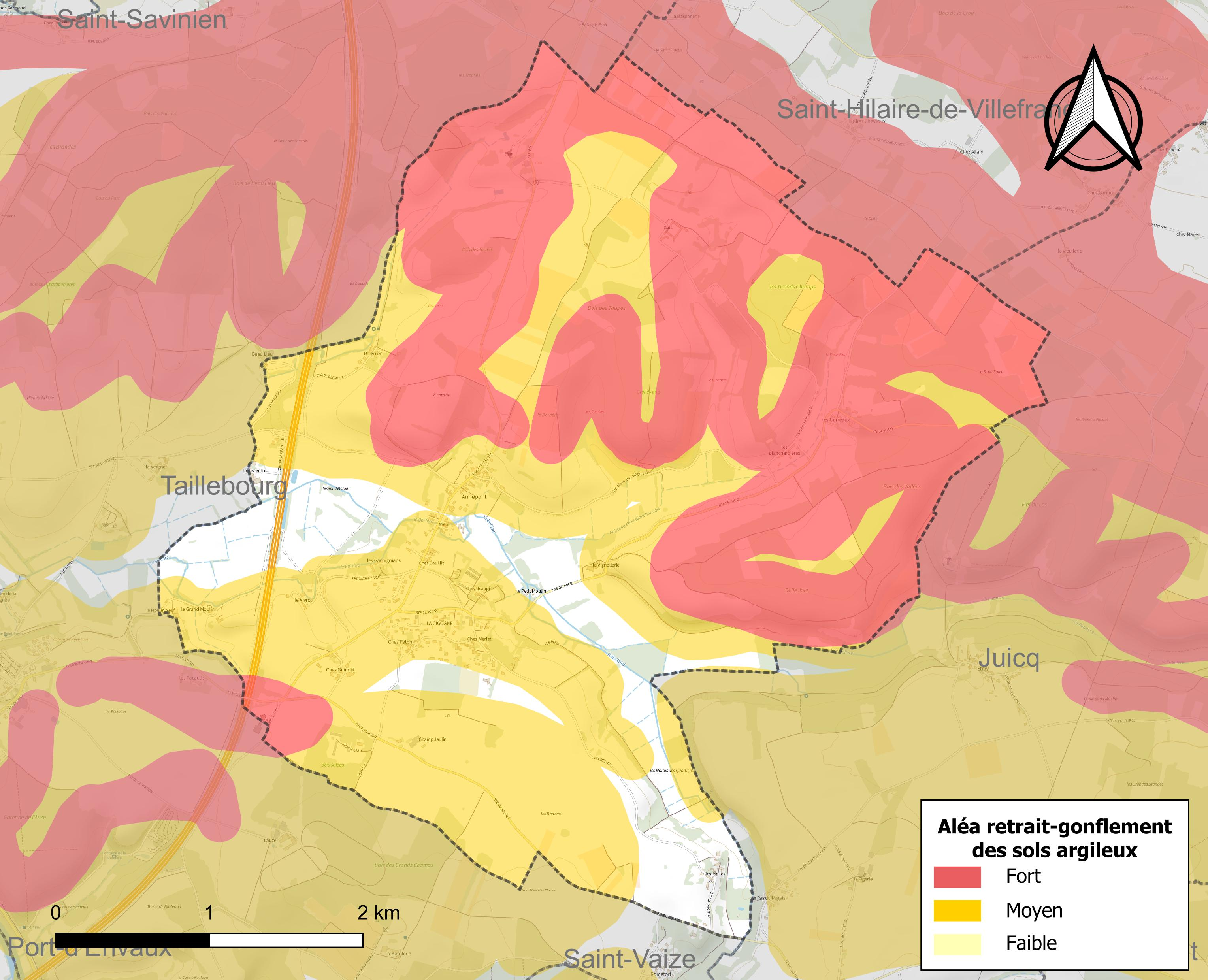
Carte des zones d'aléa retrait-gonflement des sols argileux d'Annepont.

Les mouvements de terrains susceptibles de se produire sur la commune sont des tassements différentiels.
Le retrait-gonflement des sols argileux est susceptible d'engendrer des dommages importants aux bâtiments en cas d’alternance de périodes de sécheresse et de pluie. 88,2 % de la superficie communale est en aléa moyen ou fort (54,2 % au niveau départemental et 48,5 % au niveau national). Sur les 192 bâtiments dénombrés sur la commune en 2019,  177 sont en aléa moyen ou fort, soit 92 %, à comparer aux 57 % au niveau départemental et 54 % au niveau national. Une cartographie de l'exposition du territoire national au retrait gonflement des sols argileux est disponible sur le site du BRGM,.
Par ailleurs, afin de mieux appréhender le risque d’affaissement de terrain, l'inventaire national des cavités souterraines permet de localiser celles situées sur la commune.
Concernant les mouvements de terrains, la commune a été reconnue en état de catastrophe naturelle au titre des dommages causés par des mouvements de terrain en 1999 et 2010.

#### Risques technologiques
Le risque de transport de matières dangereuses sur la commune est lié à sa traversée par une ou des infrastructures routières ou ferroviaires importantes ou la présence d'une canalisation de transport d'hydrocarbures. Un accident se produisant sur de telles infrastructures est susceptible d’avoir des effets graves sur les biens, les personnes ou l'environnement, selon la nature du matériau transporté. Des dispositions d’urbanisme peuvent être préconisées en conséquence.

## Toponymie
Les toponymistes ne mentionnent pas de forme ancienne pour ce nom de lieu, de sorte que l'étymologie d'Annepont reste hypothétique.
Albert Dauzat y a vu un composé des éléments Anna, nom de personne germanique, suivi du gallo-roman PONTE (< latin pons) « pont ».
Ernest Nègre, s'il est d'accord sur la nature du second élément -pont, interprète le premier de manière radicalement différente : peut-être s'agit-il du terme d'oïl asne « âne », au sens de « support d'un pont (en dos d'âne) ».
Remarques : il existe effectivement un nom de personne germanique Anna, sans rapport avec le nom de personne hébraïque Hanna(h) (> Anna > Anne). Cet anthroponyme est un hypocoristique des anthroponymes germaniques commençant par l'élément Arn-. Le a final indiquerait une origine plutôt saxonne. Cette hypothèse est corroborée par l'existence d'un certain nombre de toponymes dans la région (notamment en -ville) dont le premier élément pourrait bien être un anthroponyme saxon. En outre, des fouilles archéologiques confortent la présence de Saxons dans la région. Si loin au sud, on attendrait un composé de structure plutôt romane *Pontanne, mais Annepont rappelle davantage un type toponymique du Nord de la France, marqué par l'influence germanique et composé à partir d'un anthroponyme germanique, comme Radepont, Senarpont, Hubertpont, Carlepont, etc. La solution préconisée par Ernest Nègre, si elle est possible phonétiquement, est encore plus hypothétique dans la mesure où une forme ancienne du type *Asnepont serait nécessaire.

## Politique et administration

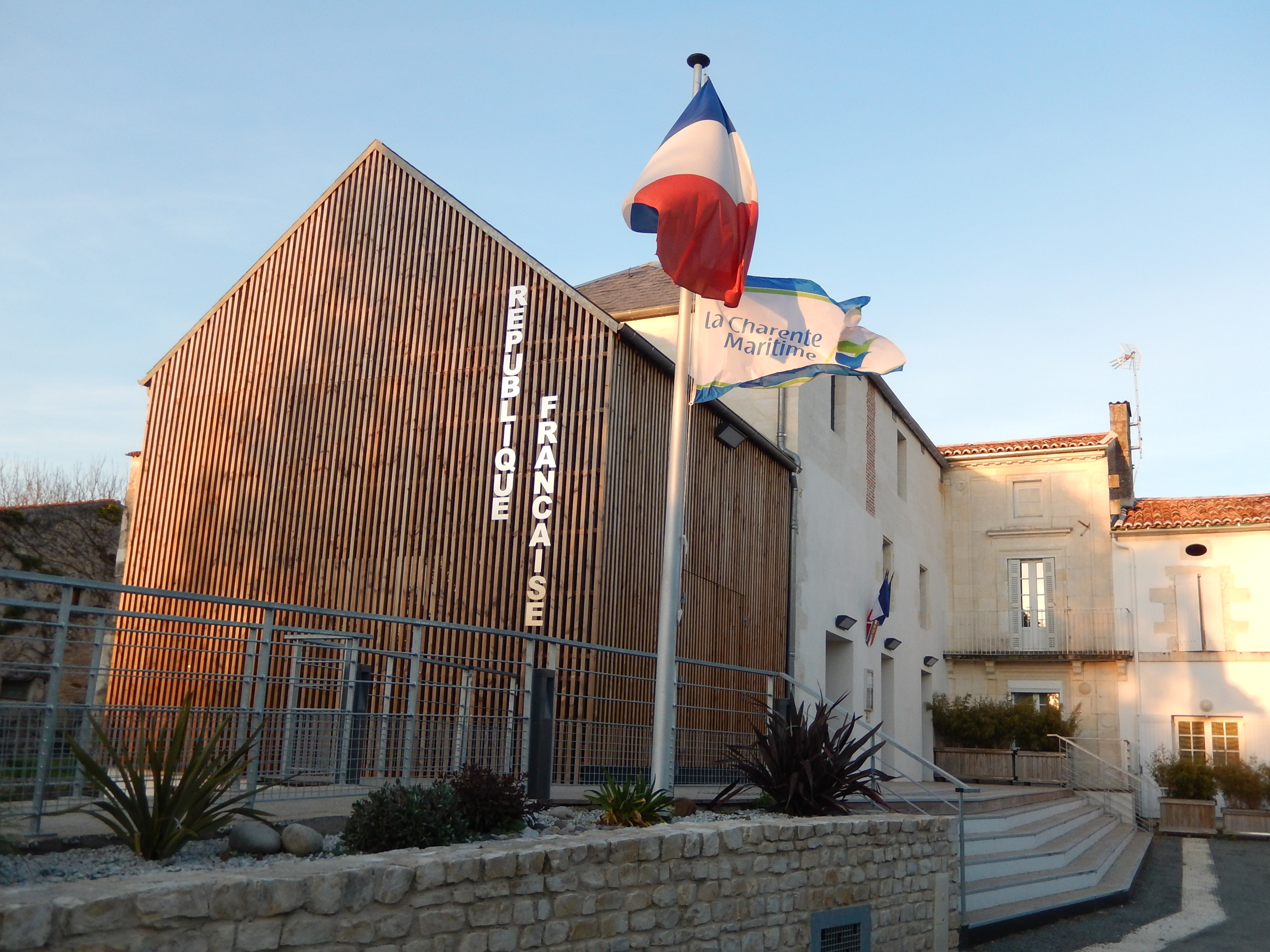
La mairie d'Annepont.

### Liste des maires
| Période                                  | Période  | Identité           | Étiquette | Qualité                      |
| ---------------------------------------- | -------- | ------------------ | --------- | ---------------------------- |
| 2001                                     | En cours | Francis Boizumault | DVD       | Exploitant agricole retraité |
| Les données manquantes sont à compléter. |          |                    |           |                              |

## Population et société

### Démographie
Les habitants sont appelés les Annepontois.

#### Évolution démographique
L'évolution du nombre d'habitants est connue à travers les recensements de la population effectués dans la commune depuis 1793. Pour les communes de moins de 10 000 habitants, une enquête de recensement portant sur toute la population est réalisée tous les cinq ans, les populations de référence des années intermédiaires étant quant à elles estimées par interpolation ou extrapolation. Pour la commune, le premier recensement exhaustif entrant dans le cadre du nouveau dispositif a été réalisé en 2004.

En 2022, la commune comptait 395 habitants, en évolution de +7,05 % par rapport à 2016 (Charente-Maritime : +4,04 %, France hors Mayotte : +2,11 %).
| 1793 | 1800 | 1806 | 1821 | 1831 | 1836 | 1841 | 1846 | 1851 |
| ---- | ---- | ---- | ---- | ---- | ---- | ---- | ---- | ---- |
| 370  | 392  | 380  | 328  | 423  | 432  | 421  | 415  | 377  |

| 1856 | 1861 | 1866 | 1872 | 1876 | 1881 | 1886 | 1891 | 1896 |
| ---- | ---- | ---- | ---- | ---- | ---- | ---- | ---- | ---- |
| 400  | 385  | 364  | 353  | 362  | 395  | 389  | 382  | 359  |

| 1901 | 1906 | 1911 | 1921 | 1926 | 1931 | 1936 | 1946 | 1954 |
| ---- | ---- | ---- | ---- | ---- | ---- | ---- | ---- | ---- |
| 338  | 332  | 330  | 315  | 334  | 326  | 288  | 328  | 262  |

| 1962 | 1968 | 1975 | 1982 | 1990 | 1999 | 2004 | 2006 | 2009 |
| ---- | ---- | ---- | ---- | ---- | ---- | ---- | ---- | ---- |
| 216  | 184  | 177  | 220  | 208  | 267  | 264  | 276  | 324  |

| 2014 | 2019 | 2022 | - | - | - | - | - | - |
| ---- | ---- | ---- | - | - | - | - | - | - |
| 359  | 394  | 395  | - | - | - | - | - | - |

#### Pyramide des âges
En 2018, le taux de personnes d'un âge inférieur à 30 ans s'élève à 29 %, soit au-dessus de la moyenne départementale (29 %). À l'inverse, le taux de personnes d'âge supérieur à 60 ans est de 28,4 % la même année, alors qu'il est de 34,9 % au niveau départemental.
En 2018, la commune comptait 195 hommes pour 191 femmes, soit un taux de 50,52 % d'hommes, largement supérieur au taux départemental (47,85 %).
Les pyramides des âges de la commune et du département s'établissent comme suit.
| Hommes | Classe d’âge | Femmes |
| ------ | ------------ | ------ |
| 0,0    | 90 ou +      | 2,1    |
| 6,0    | 75-89 ans    | 3,6    |
| 19,1   | 60-74 ans    | 26,2   |
| 23,1   | 45-59 ans    | 19,5   |
| 22,1   | 30-44 ans    | 20,5   |
| 9,0    | 15-29 ans    | 7,7    |
| 20,6   | 0-14 ans     | 20,5   |

| Hommes | Classe d’âge | Femmes |
| ------ | ------------ | ------ |
| 1,1    | 90 ou +      | 2,6    |
| 10,1   | 75-89 ans    | 12,6   |
| 22     | 60-74 ans    | 23,2   |
| 20,1   | 45-59 ans    | 19,7   |
| 16,1   | 30-44 ans    | 15,6   |
| 15,2   | 15-29 ans    | 12,7   |
| 15,4   | 0-14 ans     | 13,6   |

## Économie

### Services
- Les maraîchers.
- Cabinet paramédical (infirmier, ostéopathe, kinésithérapeute).

## Culture locale et patrimoine

### Lieux et monuments
- Église Saint-André : située sur un promontoire, l'église romane Saint-André se distingue par son portail sans tympan encadré de chapiteaux corinthiens et son chevet aux ornements magnifiquement exécutés. Les maisons anciennes entourant l'édifice confèrent un cachet particulier à l'ensemble. L'église a été classée au titre des monuments historiques par arrêté du 21 janvier 1907[23].
- Logis de Maine-Moreau, situé dans la campagne d'Annepont, une propriété du XVIIe siècle. Inscrit au titre des monuments historiques par arrêté du 22 août 1949[24].
- Château de la Forêt, situé au nord de la commune, possédant un pigeonnier.
- Plusieurs puits situés en divers points de la commune.

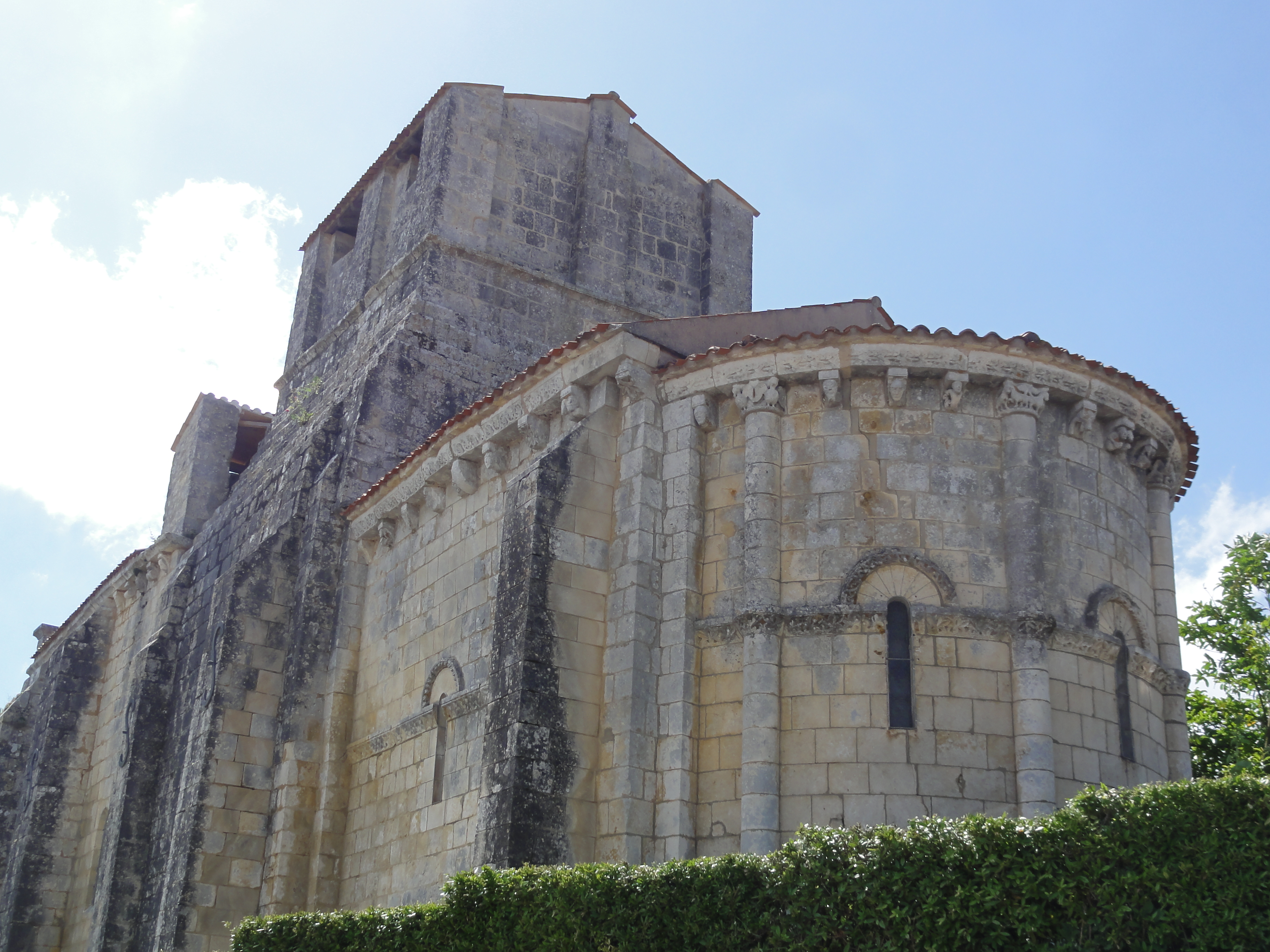
Église Saint-André.
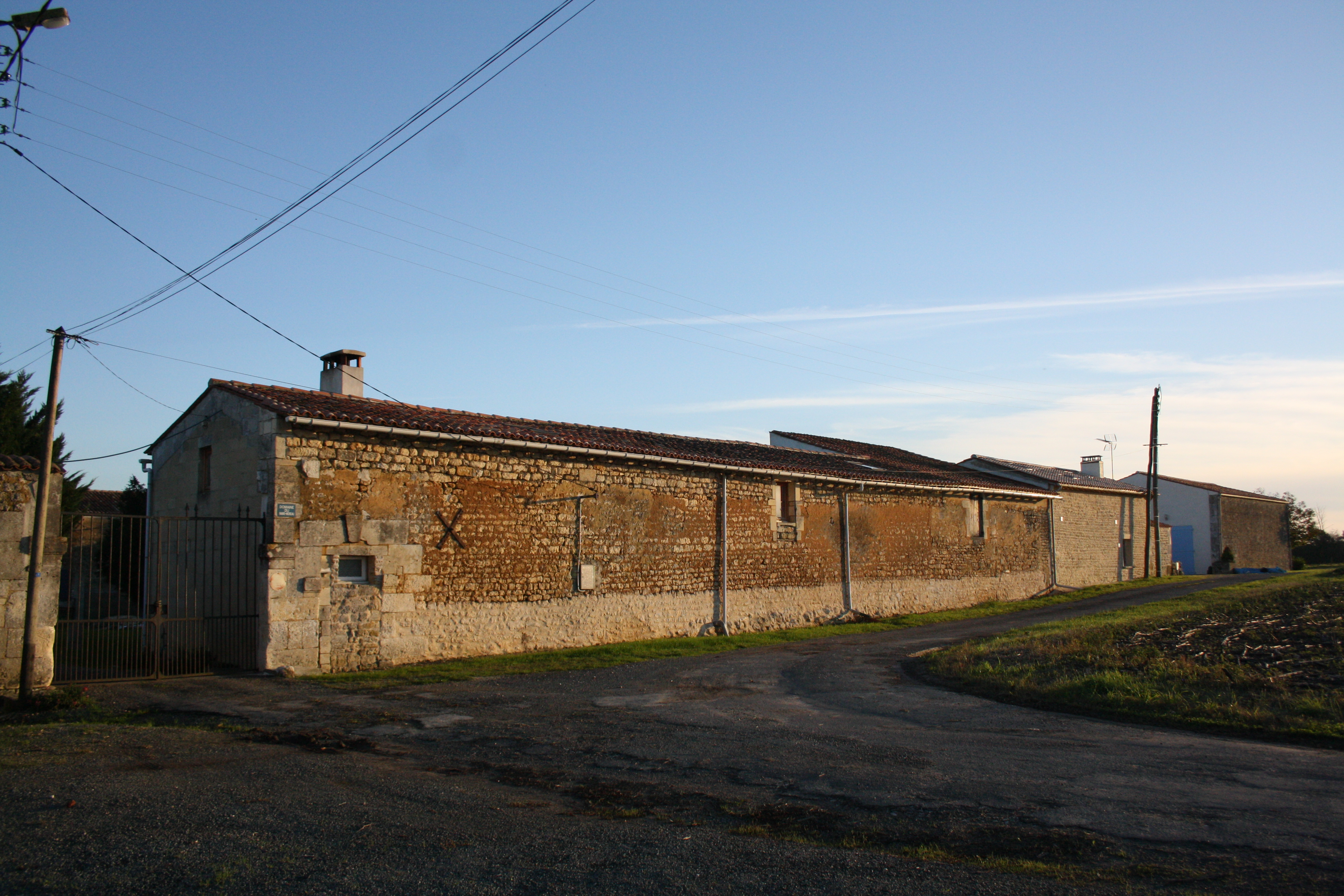
Logis de Maine-Moreau.
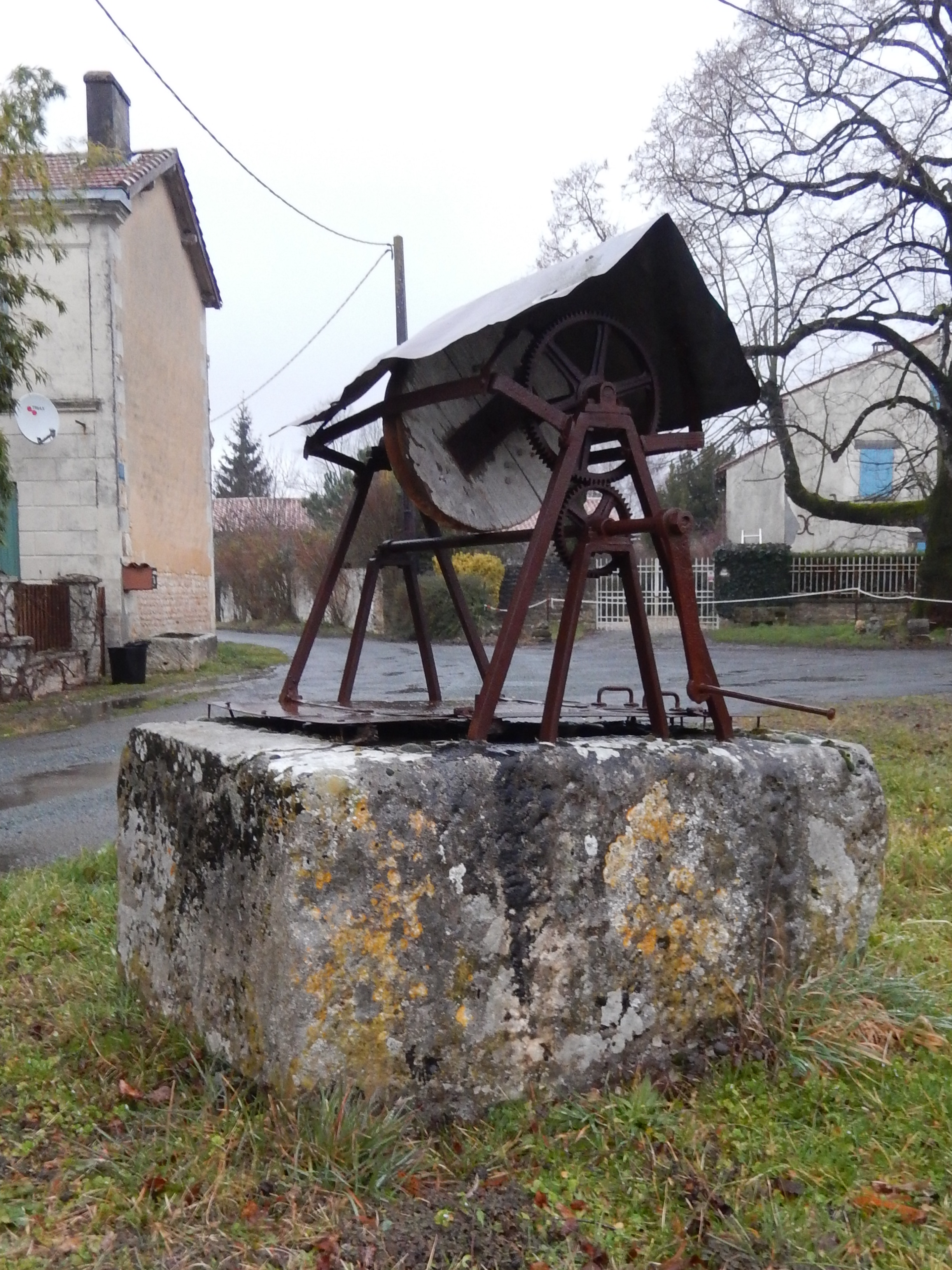
Un des quelques puits situés dans la commune.

### Héraldique,
| Blason de Annepont | Blason  | D'azur à un pont en dos d'âne alésé d'une arche de sable maçonné d'argent, accompagné en chef de deux fleurs de lis d'or et en pointe d'une chouette éployée perchée d'or |
| Blason de Annepont | Détails | Armes parlantes (PONT (en dos d')ÀNE). Création JF Binon. Sur le site de la commune deuis 2022.                                                                           |